# 哈里特-利恩鎮區 (北達科他州伯利縣)
哈里特-利恩鎮區（英語：Harriet-Lien Township）是位於美國北達科他州伯利縣的一個鎮區。

## 地方資料
哈里特-利恩鎮區的面積為186.26平方千米，當中陸地面積為178.57平方千米，而水域面積為7.69平方千米。根據2010年美國人口普查的數據，當地共有人口67人，而人口密度為每平方千米0.36人。